# Коноплёвцы
Коноплёвцы (укр. Коноплівці) — село в Кольчинской поселковой общине Мукачевского района Закарпатской области Украины.
Население по переписи 2001 года составляло человек. Почтовый индекс — 89611. Телефонный код — 3131. Занимает площадь 0,946 км².

## История
В 1946 году указом ПВС УССР село Кендерешов переименовано в Коноплёвцы.